# キリストの降誕

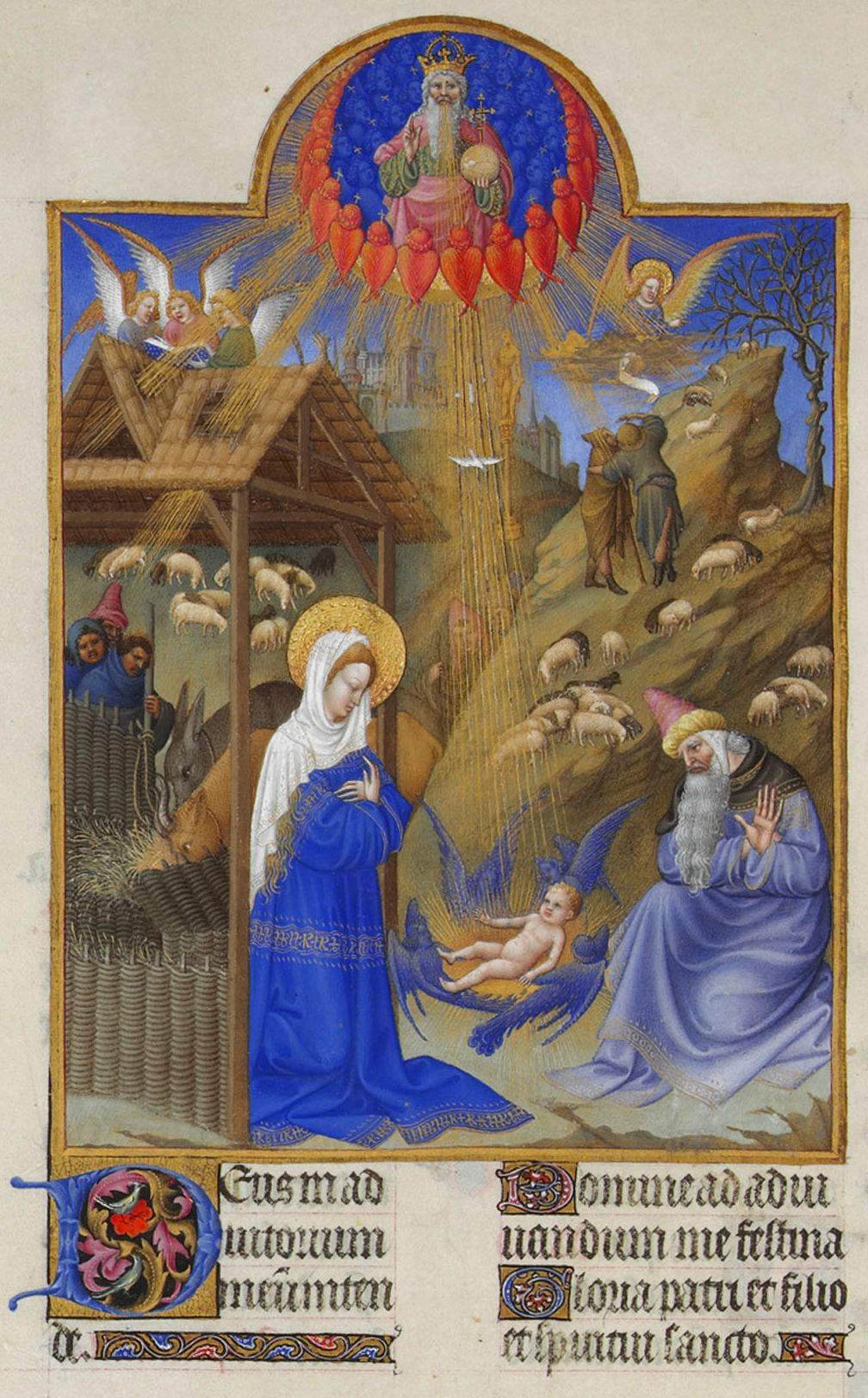
『ベリー公のいとも豪華なる時祷書』より、キリストの降誕

キリストの降誕（キリストのこうたん、英: The Nativity）とは、イエス・キリストの誕生のこと。

## 「降誕」という語の意味
イエスの誕生は多くのキリスト教教派で、「誕生」ではなく「降誕」という語が用いられている。その所以は、
と記されており、すなわち原初から天上にあった「ロゴス」たる存在が受肉してこの世に「降り誕まれた」と信じられているためである。
また、「降誕」という語は「イエス・キリストの降誕」にのみ使用される語である。例えば、聖母マリアの誕生については、「聖マリアの誕生」（カトリック教会）、「生神女誕生」（日本ハリストス正教会）などと呼ばれる。

## 福音書における記述
イエスの降誕は『マタイによる福音書1章16節〜2章23節』と『ルカによる福音書1章26節〜2章20節』に書かれている。それによれば、イエスは、ユダヤの町ベツレヘムで、処女マリアのもとに生まれたという。
『マタイ』では、ヨセフとマリアがベツレヘムに居た経緯の詳細は記述されていないが、『ルカ』の場合は、住民登録のためにマリアとともに先祖の町ベツレヘムへ赴き、そこでイエスが生まれたとある。ベツレヘムは古代イスラエルの王ダヴィデの町であり、メシアはそこから生まれるという預言（『ミカ書』5:1）があった。
『ルカ』では、ベツレヘムの宿が混んでいたために泊まれず、イエスを飼い葉桶に寝かせる。そのとき、天使が羊飼いに救い主の降誕を告げたため、彼らは幼子イエスを訪れる。
『マタイ』では、東方の三博士が星に導かれてイエスを礼拝しに来る。

## 降誕場面

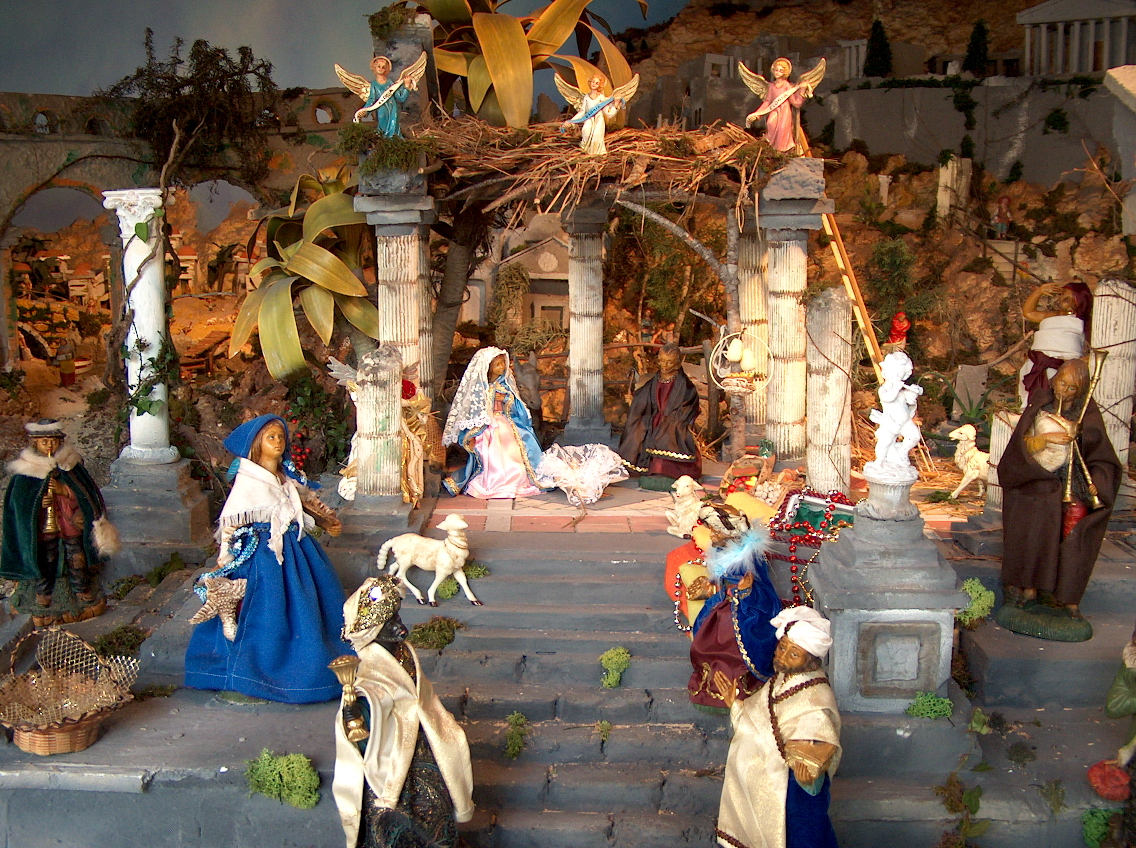
キリスト降誕の情景を再現する「降誕場面」（イタリアのプレゼピオ）

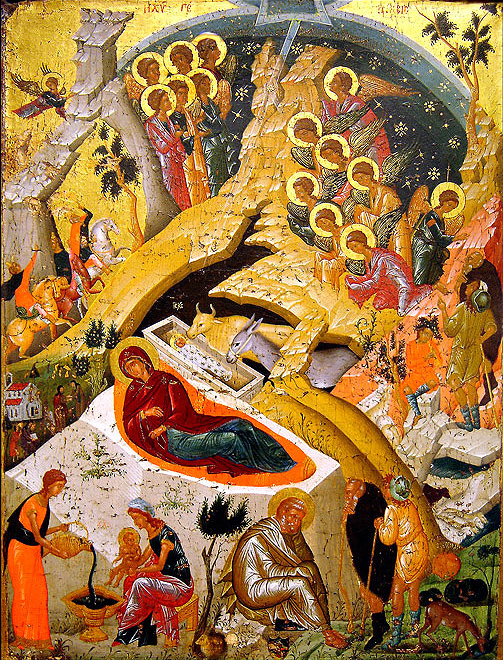
降誕祭（クリスマス）を描いたギリシャ正教会のイコン

イエスの「降誕場面」（Nativity scene）を教会堂の内部または外部にミニアチュアのあるいは等身大の模型として飾る習慣がある。『ルカによる福音書』における、生まれたばかりのイエスが飼い葉桶に寝かせられたとする記述だが、この場には馬は居らず、代わりに牛とロバが居る。これは各福音書には根拠がなく、『イザヤ書』1章3節に記述されている。また、西方教会では小屋（日本語では「厩」もしくは「馬小屋」と書くが、家畜小屋と考えたほうが近い）としての伝承が通例であるが、正教会では洞窟と伝承され、イコンにもそのように描かれる。新約外典『ヤコブ原福音書』は洞窟で産まれたと書いている。
キリスト降誕の情景は上記を基本に描かれるが、カトリック教会やその影響の強い国々では人形で再現する。これを「飼い葉桶」の意味で、イタリア語ではプレゼピオ（Presepio）、フランス語ではクレーシュ（Crèche）、ドイツ語ではクリッペ（Krippe）、英語ではクリブ（Crib）、スペイン語ではベレン（Belen）と言う。多くはミニチュアであるが、実物大の人形と小屋が仮設されるところもある。
東方の三博士は、救世主イエス・キリストの降誕を見て拝み、乳香、没薬、黄金を贈り物としてささげたとされる。ローマ支配下で親ローマ政策をとったユダヤのヘロデ大王は、新たなる王（救世主）の誕生を怖れ、生まれたばかりの幼子を見つけたら自分に知らせるようにと博士たちに頼むが、彼らは夢のお告げを聞いていたので、王のもとを避けて帰ることができたといわれている。

## 降誕祭
カトリック教徒の間では、イエス・キリストの主日として、毎年12月25日に『クリスマス』が祝われる。イエスの誕生日は新約聖書には記載されていないとして、元来は冬至祭であったと研究者の間では考えられている。

## 降誕の場面を描いた作品
- 『ベン・ハー』 - 冒頭で、イエス・キリストの降誕が描かれている。その後劇中に何度かイエス・キリストが登場するが、顔は写されておらず、全て後姿である。

## 生まれた場所・系譜について
高等批評や自由主義神学の聖書学においては、ベツレヘムで生まれたという記述は、預言に適合させるために作られた伝説、神話であると考えられている。こうした立場からは、『ヨハネによる福音書』においては、イエスはガリラヤのナザレの出身であると記されており、『マルコによる福音書』『マタイ福音書』『ルカ福音書』のいずれにおいても、イエスがダビデ王の子孫であることは否定されているとされる。この立場において、イエスは誕生物語以外の場面では一貫して「ナザレ人」「ナザレ出身者」の術語が用いられており、これはすべての福音書において一致していることを以て、実際に生まれた場所はベツレヘムではなかったことの証左とされることがある。
その一方、伝統的な信仰を保持するカトリック教会、正教会、保守的な聖書信仰の立場などにあるプロテスタントなど、聖書の記述を真実ととらえる立場もある。前述の高等批評の立場では『マタイ福音書』はダビデ王の子孫であることは否定しているとするが、伝統的な信仰を保持する立場からは、まずマタイ福音書の冒頭（1章1節）にある「ダビデの子」という表現を根拠に、イエスをダビデの子孫とする。ヨハネス・クリュソストモス（金口イオアン）、ブルガリアのフェオフィラクトといった古代・中世の聖人達も、旧約における預言（イザヤ書11章ほか）との整合性をもってこれを強調してきた。なお「子」という表現は新約聖書において「養子」「子孫」の意味にも用いられており、必ずしも文字通りの血縁・親等を示すものではない（聖書中でイエスは通常の夫婦関係によらず、聖霊によってみごもったとされている）